# Agence Kokusaï
L’agence Kokusaï, fondée en 1914 au Japon par l'agence de presse britannique Reuters, fut l'une des premières agences de presse japonaise.

## Histoire
Après la première guerre mondiale, comme beaucoup d'agence de presse, elle souhaite prendre son indépendance, d'autant que le propriétaire de Reuters Sir Roderick Jones avait répercuté la propagande anglaise du Foreign Office pendant la guerre, jusque dans ses liens avec les agences australiennes comme United Service. 
Lorsque le président de l'Associated Press américaine Kent Cooper se rendit au Japon en 1922, il constaté qu'aucun "membre du gouvernement japonais ni aucune personnalité japonaise ne souhaitait alors recevoir de nouvelles américaines ou étrangères; ce qui les intéressait était d'exporter des nouvelles japonaises"
Ainsi, l'agence Kokusaï a cessé en 1923 de constituer une simple filiale de Reuters pour devenir, sous le nom de Shimbum Ringo, une agence de presse japonaise à part entière, indépendante, organisée sous la forme d'un coopérative de journaux. À partir de 1931, pour diversifier ses alliances, elle passe un accord d'échange de services radio avec l'agence Havas française.